# 独生独死独去独来
独生独死独去独来は、仏教においての教えで『無量寿経』からの言葉。

## 概要
釈迦によって、これが人生の真実の相であると説かれていた事柄であった。
人間というのは一人で生まれて一人で死んでいくということである。そしてこの世に来たときが一人であるならば、去るのも一人であるということである。
人の人生においては、様々な人や物と連れ添っていたとしても、自分自身の命というのは結局のところ根本的には孤独であるというのが仏教の教えである。